# Didelphodon
Didelphodon — рід стагодонтових метатерій з пізньої крейди Північної Америки.

## Опис

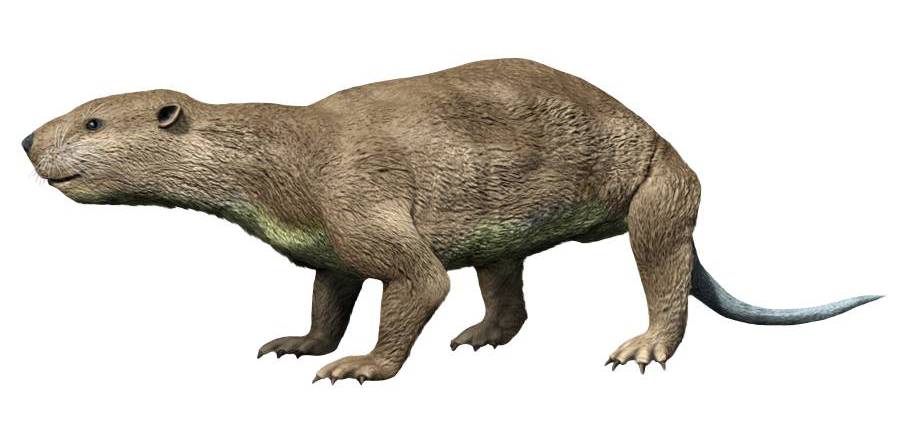
реконструкція Didelphodon vorax

Хоча, можливо, трохи більше, ніж опосум вірджинський, з максимальною довжиною черепа 12,21 сантиметра і вагою 5 кілограмів, дідельфодон був великим ссавцем за мезозойськими стандартами. Зуби мають спеціалізовані лезаоподібні горбки та виїмки хребта, що вказує на те, що тварина була хижаком; щелепи короткі та масивні й мають величезні цибулинні премолярні зуби, які, здається, використовувалися для розчавлення. Аналіз майже повного черепа, згаданого у Didelphodon, показує, що він мав надзвичайно високий коефіцієнт сили укусу (тобто силу укусу відносно розміру тіла) серед мезозойських ссавців. Однак на його черепі відсутні риси кісткодробильних ссавців (як-от гієн). Це вказує на те, що його дієта, можливо, була сумішшю твердих продуктів (наприклад, равлики, кістки) поряд з дрібними хребетними тваринами та стервом.

## Відкриття
Відомі три види Didelphodon: D. vorax, D. padanicus і D. coyi. Рід відомий з формації Гелл-Крік у Монтані та формації Ланс у Вайомінгу, формації Frenchman у Саскачевані, формації Horseshoe Canyon в Альберті та формації Scollard в Альберті, де він є одним із найпоширеніших ссавців. Зустрічається виключно в пізньомаастрихтських відкладах.